# Xenasmatella vaga

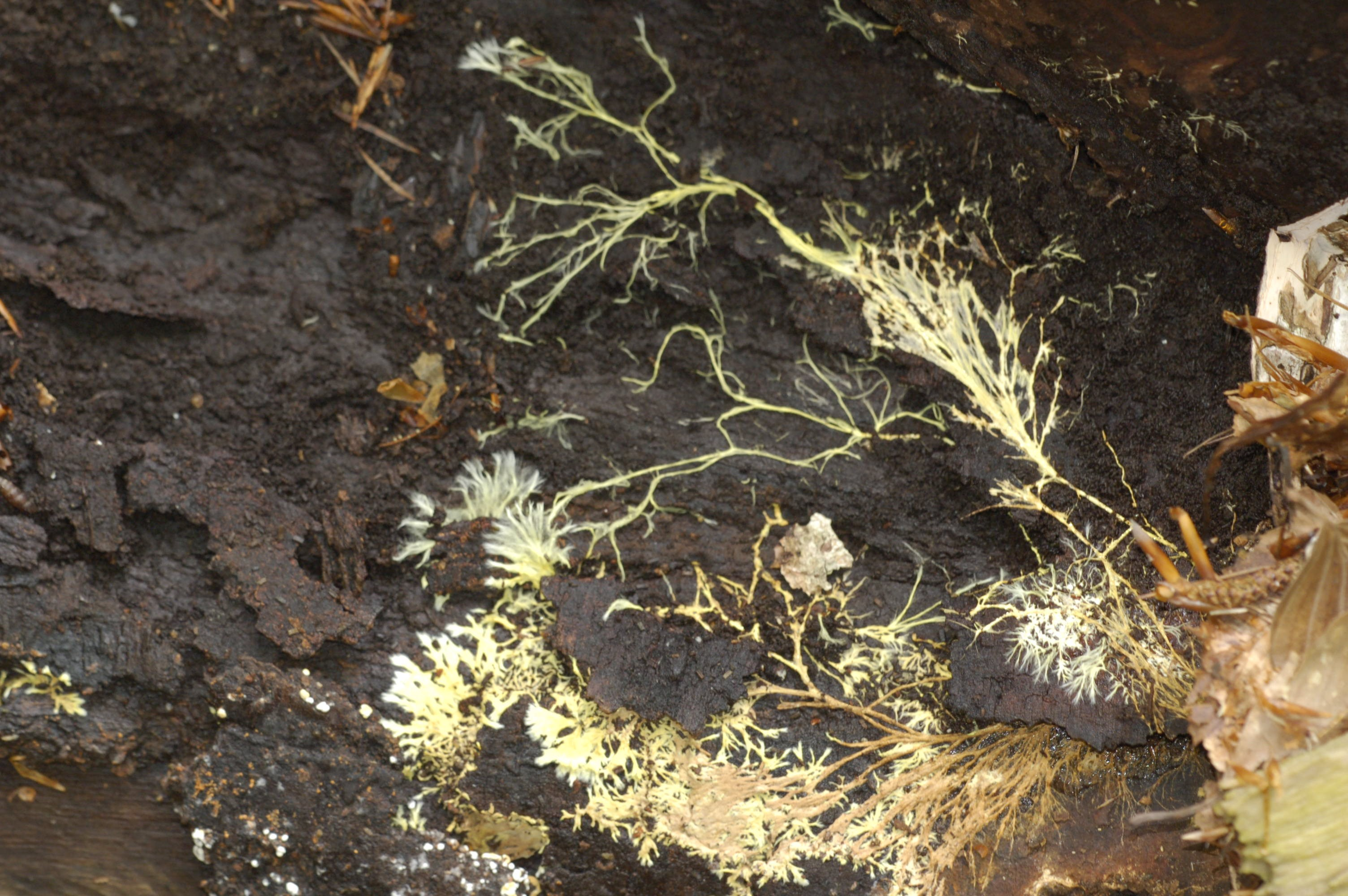

Xenasmatella vaga (Fr.) Stalpers – gatunek grzybów należący do rodziny woskóweczkowatych (Xenasmataceae).

## Systematyka i nazewnictwo
Pozycja w klasyfikacji według Index Fungorum: Xenasmatiella, Xenasmataceae, Russulales, Incertae sedis, Agaricomycetes, Agaricomycotina, Basidiomycota, Fungi.
Po raz pierwszy gatunek ten został opisany w 1821 r. przez Eliasa Friesa jako Phlebia vaga. Do rodzaju Xenasmatiella przeniósł go Joast A. Stalpers w 1996 r.
Synonimów ma ponad 40. Niektóre z nich:

- Cristella sulphurea (Pers.) Donk 1957
- Hypochnus vagus (Fr.) Kauffman 1915
- Phlebiella vaga (Fr.) P. Karst. 1944
- Phlebiella sulphurea (Pers.) Ginns & M.N.L. Lefebvre 1993
- Tomentella fumosa (Fr.) Pilát 1936
- Tomentella lurida Skovst. 1950
- Trechispora sulphurea (Pers.) Rauschert 1987
- Trechispora vaga (Fr.) Liberta 1966

Według Władysława Wojewody Phlebiella vaga to synonim gatunku Phlebiella subflavidogrisea (Litsch.) Oberw. (żylaczka drobnozarodnikowa), jednak według Index Fungorum są to odrębne gatunki.

## Morfologia
Owocnik rozpostarty, często zajmujący dużą powierzchnię. Jest pajęczynowaty, delikatny i błoniasty. Obrzeża rozrzedzone, strzępiaste i przechodzące w sznury grzybniowe anastomozujące z sobą. Początkowo ma żółtawy kolor, szczególnie w strefach sterylnych, które są siarkowożółte. Starsze owocniki stają się ochrowe i brązowe.
Cechy mikroskopowe
System strzępkowy monomityczny. Strzępki podstawowe ze sprzążkami, o średnicy 2–4 μm, cienkościenne, słabo lub średnio rozgałęzione, przy czym odgałęzienia powstają zwykle przy przegrodach. Strzępki powierzchniowe o średnicy 1,5–6 μm, z przegrodami, słabo rozgałęzione. Sprzążki występują na niektórych tylko przegrodach. Niektóre strzępki silnie inkrustowane hialinowymi kryształkami. Cystyd brak. Podstawki cylindryczne o rozmiarach 15–20 × 5–6 μm, z 4–sterygmami. Zarodniki elipsoidalne, brodawkowate, o rozmiarach 5–5,5(–6) × 4–4,5 µm.

## Występowanie i siedlisko
Występuje głównie w Europie. Poza Europą znany tylko w stanie Clarion w USA. W Europie występuje w Rosji, Turcji, Estonii, Francji, Niemczech, Polsce, Węgrzech, Bośni i Hercegowinie, Chorwacji, Macedonii, Słowenii, Serbii, Belgii, Wielkiej Brytanii, Białorusi, Portugalii, Szwecji, Hiszpanii, Austrii, Włoszech, Danii, Norwegii, Szwajcarii, Finlandii i na Kaukazie. W piśmiennictwie naukowym na terenie Polski do 2003 r. podano kilkanaście stanowisk.
Nadrzewny grzyb saprotroficzny powodujący białą zgniliznę drewna. Występuje na martwym drewnie w lasach – na pniach i opadłych gałęziach, zarówno na drewnie liściastym, jak iglastym. W Polsce odnotowano występowanie na drewnie olszy, brzozy, buka, sosny i dębu, w innych krajach Europy także na drewnie grabu pospolitego i wschodniego, jałowca pospolitego i fenickiego, sosny czarnej, jodły pospolitej, świerka pospolitego, chruściny jagodnej, Calicotome spinosa.